# Grainville
Grainville is een plaats en voormalige gemeente in het Franse departement Eure (regio Normandië) en telt 518 inwoners (2005). De plaats maakt deel uit van het arrondissement Les Andelys. Grainville is op 1 januari 2017 gefuseerd met de gemeente Gaillardbois-Cressenville tot de gemeente Val d'Orger.

## Geografie
De oppervlakte van Grainville bedraagt 4,0 km², de bevolkingsdichtheid is 129,5 inwoners per km².
De onderstaande kaart toont de ligging van Grainville met de belangrijkste infrastructuur en aangrenzende gemeenten.

## Demografie
Onderstaande figuur toont het verloop van het inwonertal (bron: INSEE-tellingen).